# Medusahoofd

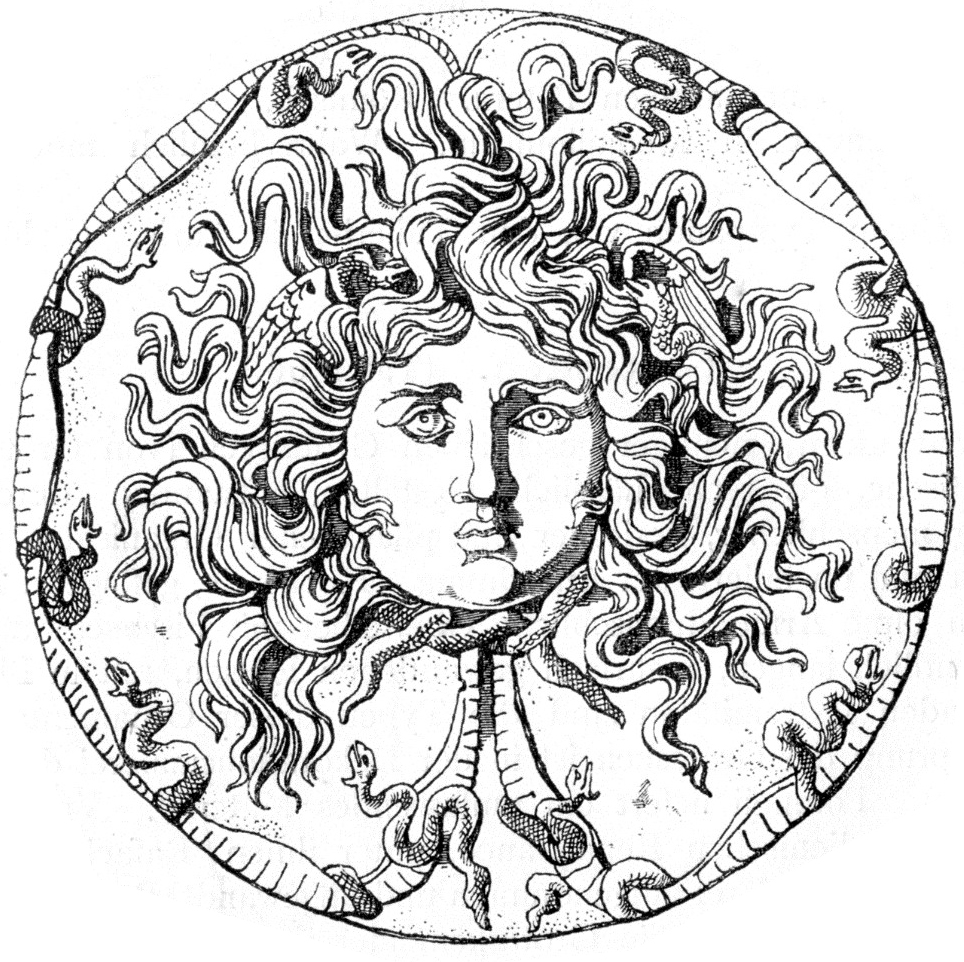
Romeinse Farneseschaal met Medusahoofd

Een Medusamasker is een overdadig versierd masker met het hoofd van Medusa, volgens de mythologie een van de drie Gorgonen, van wie Perseus het hoofd afhakt om het aan Athene aan te bieden als schildversiering. Het siert in de antieke kunst borstharnassen en schilden. Op en boven deuren en poorten, op de bodem van borden en schalen wordt het Medusa masker eveneens aangebracht. De uitdrukking is die van een rigor mortis: de aanblik doet verstenen. De haren van Medusa zijn met slangen verstrengeld die zich in knopen onder de kin slingeren. Aan beide kanten van het haar zitten doorgaans kleine vleugels.

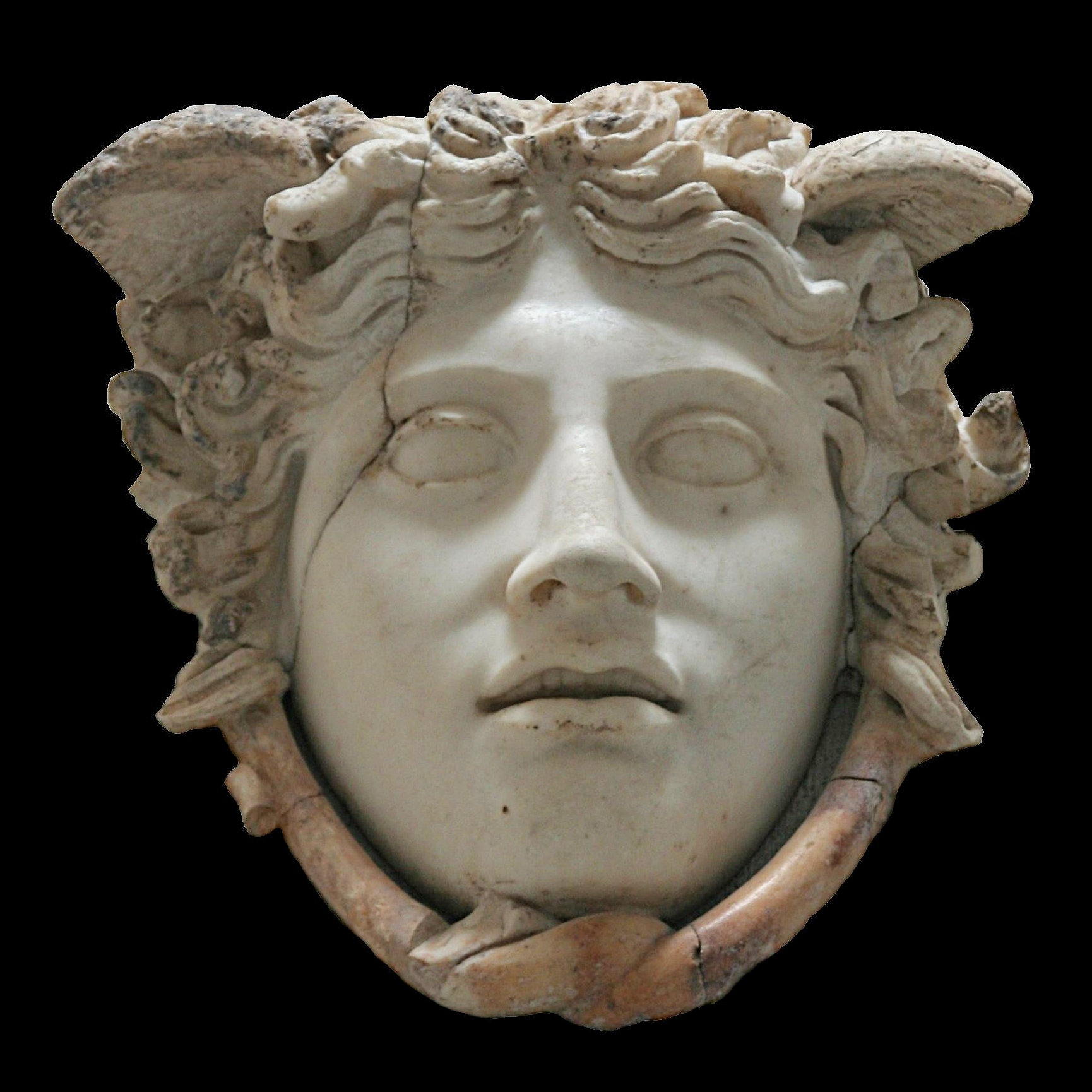
Rondanini Medusa

Op oudere, archaïsche voorstellingen is het Gorgonenhoofd lelijk, angstaanjagend en afstotend. De latere Griekse periode (onder Praxiteles) beeldt het uit in strakke, immense schoonheid. Een voorbeeld hiervan is de zogeheten Rondanini Medusa in de Glyptothek te München. Na de Renaissance heeft het Medusahoofd alleen een decoratief doel en komt het relatief weinig voor.